# Municipio de Norway (condado de Wright)
El municipio de Norway (en inglés: Norway Township) es un municipio ubicado en el condado de Wright en el estado estadounidense de Iowa. En el año 2010 tenía una población de 166 habitantes y una densidad poblacional de 1,74 personas por km².

## Geografía
El municipio de Norway se encuentra ubicado en las coordenadas 42°51′51″N 93°47′37″O / 42.86417, -93.79361. Según la Oficina del Censo de los Estados Unidos, el municipio tiene una superficie total de 95.3 km², de la cual 95,3 km² corresponden a tierra firme y (0 %) 0 km² es agua.

## Demografía
Según el censo de 2010, había 166 personas residiendo en el municipio de Norway. La densidad de población era de 1,74 hab./km². De los 166 habitantes, el municipio de Norway estaba compuesto por el 93,37 % blancos, el 0,6 % eran afroamericanos, el 4,82 % eran de otras razas y el 1,2 % eran de una mezcla de razas. Del total de la población el 10,24 % eran hispanos o latinos de cualquier raza.